# Doença de Hartnup
Doença de Hartnup ou Síndrome de Hartnup é um distúrbio metabólico autossômico recessivo que afeta a absorção de aminoácidos neutros (apolares) no intestino, especialmente do triptofano.

## Causa

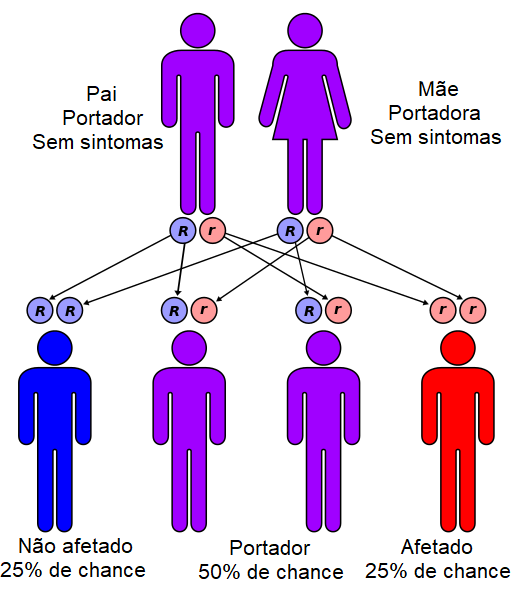
Hartnup é uma doença autossômica recessiva.

É uma doença genética que afeta uma proteína transportadora sódio-dependente que faz a absorção de aminoácidos no intestino e reabsorção nos rins. O gene responsável é provavelmente o SLC6A19, localizado no cromossomo 5 banda 5p15.33. SLC6A19 is a sodium-dependent and chloride-independent neutral amino acid transporter, expressed predominately in the kidneys and intestine. O triptofano é necessário para a formar serotonina, melatonina e niacina(vitamina B3). A niacina é um precursor de nicotinamida, um componente necessário do NAD+.

## Sintomas

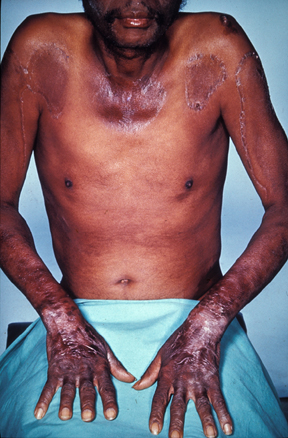
Paciente com pelagra. Essas descamações são características da falta de niacina.

A maioria das pessoas não apresentam sintomas enquanto a dieta for rica em proteínas e vitamina B3. Os primeiros sintomas costumam aparecer entre os 5 e os 15 anos e podem incluir: 
- Diarreia;
- Alterações de humor;
- Problemas neurológicos, raramente com alucinações e delírios;
- Erupção cutânea vermelha e escamosa (similar a pelagra);
- Manchas sensíveis à luz (fotossensibilidade);
- Menor crescimento,
- Menor desenvolvimento intelectual.

Os sintomas podem ser desencadeados por:
- Luz solar forte,
- Febre,
- Estresse emocional,
- Exaustão,
- Uso de sulfonamidas,
- Infecções frequentes,
- Dieta desregulada ou inadequada.

## Diagnóstico
Pode ser diagnóstica pelos sintomas, histórico familiar e verificando a presença de aminoácidos neutros na urina por cromatografia.

## Epidemiologia
Afeta aproximadamente 1 em cada 25.000 pessoas no mundo, o que já a torna um dos distúrbios no metabolismo de aminoácidos mais comuns em humanos. Em pacientes com alimentação pobre em proteínas e vitamina B3 pode ser fatal.

## Tratamento
Uma dieta rica em proteínas e vitamina B3 pode superar o transporte deficiente de aminoácidos neutros na maioria dos pacientes. A dieta inadequada leva a ataques mais frequentes e mais graves da doença. Quando a dieta não é suficiente deve-se usar suplementos. Todos os pacientes com sintomas devem evitar exposição direta ao sol, vestindo roupas de proteção e usando filtro solar com fator de proteção de 15 ou superior. Deve-se evitar  medicamentos que induzam maior fotossensibilidade. Medicamentos psiquiátricos e acompanhamento psicológico pode ser necessário para compensar os baixos níveis de serotonina.